# Đơn vị lãnh thổ tự trị
Đơn vị lãnh thổ tự trị (ATU; tiếng Romania: Unitate teritorială autonomă, UTA) là một đơn vị hành chính của Moldova.
Ban đầu, Gagauzia là đơn vị duy nhất như vậy.
Năm 2005, luật pháp Moldova cũng công nhận Đơn vị hành chính-lãnh thổ của Tả ngạn sông Dniester. Sau này nằm dưới sự kiểm soát trên thực tế của Cộng hòa Moldova Pridnestrovian (PMR, thường được gọi là Transnistria), một quốc gia tự xưng hoạt động bên ngoài quyền tài phán của chính phủ Moldova.